# 1960
1960 (MCMLX) fon un any bixest començat en divendres.

## Esdeveniments
Països Catalans
- 19 de maig - Barcelona: s'hi esdevenen els Fets del Palau de la Música: la interpretació del Cant de la Senyera provoca mesures de repressió contra el catalanisme per part de les autoritats franquistes.[1]

Resta del món
- 29 de febrer - Agadir: Un terratrèmol sacseja la ciutat marroquina, amb una magnitud de 5,9 a l'escala de Richter durant 15 segons, i provocà la mort d'un terç de la població de la ciutat, que tenia aleshores uns 45.000 habitants.[2]

- 5 de març
  - Els Estats Units: llicencien de l'Armada Elvis Presley.
  - L'Havana, Cubaː Alberto Korda fa la fotografia Guerrillero Heroico, un retrat del Che que esdevindria una imatge icònica del segle xx.[3]
- 4 d'abril
  - Independència del Senegal.[4]
  - Los Angeles, Califòrnia: Ben-hur guanya 11 estatuetes a la 32a Gala dels Oscar.[5]
- 21 d'abril - el Brasil: Brasília esdevé oficialment la capital del país i Rio de Janeiro ho deixa de ser.
- 22 de maig - Valdivia (Xile): s'hi esdevé el moviment sísmic més potent mai registrat: tingué una magnitud de 9,5 en l'escala de Richter i causà gairebé 5.000 morts; provocà un tsunami que recorregué el Pacífic i feu 138 morts al Japó, 61 a Hawaii, 32 a les Filipines i danys considerables a totes les costes d'aquest oceà.
- 30 de setembre - Estats Units: s'estrena la sèrie sèrie d'animació d'Els Picapedra (en anglès The Flintstones) de la productora Hanna Barbera Productions a la cadena estatunidenca ABC.
- 28 de novembre - Mauritània: aquest país s'independitza de França.

### Premis Nobel
| Camp                  | Guardonats                                |
| --------------------- | ----------------------------------------- |
| Física                | - Donald A. Glaser                        |
| Química               | - Willard Libby                           |
| Medicina o Fisiologia | - Frank Macfarlane Burnet - Peter Medawar |
| Literatura            | - Saint-John Perse                        |
| Pau                   | - Albert Lutuli                           |

## Naixements
Països Catalans
- 19 de gener - Roquetes, Tarragona: Mercè Lleixà i Chavarria, actriu catalana.[6]
- 26 de gener - Polinyà: Montserrat Boix Piqué, periodista i activista feminista catalana.
- 3 de març - Reus, Baix Camp: Dolors Murillo i Cabré, advocada i política catalana.[7]
- 7 de març - Barcelona: Mercè Lorente i Casafont, filòloga catalana, membre numerària de l'Institut d'Estudis Catalans.[8]
- 10 de març - Artesa de Segre: Àngels Ponsa i Roca, professora i política catalana, ha estat diputada al Parlament de Catalunya.[9]
- 19 de març - Xàtiva, la Costera: Pep Gimeno «Botifarra», cantaor tradicional valencià.
- 9 d'abril - Barcelona: Isabel Coixet, directora de cinema.[10]
- 12 d'abril - 
  - Sant Feliu de Guíxols: Ester Xargay Melero, poeta, vídeo-artista i agitadora cultural (m. 2024).[11]
  - Amposta: Lluïsa Lizarraga i Gisbert, mestra i política catalana, ha estat diputada al Congrés dels Diputats.[12]
- 24 d'abril - El Vendrell: Carlota Baldrís i Rafecas, compositora i pedagoga musical.[13]
- 25 d'abril - Maçanet de la Selvaː Montse Assens i Borda, poetessa, pintora i fotògrafa catalana.[14]
- 11 de juny - València: Carme Manuel Cuenca, professora universitària de literatura, novel·lista, assagista, traductora i acadèmica de l'AVL.[15]
- 13 de juny - Mallorca: Magda González i Crespí, presidenta de Forum Musicae. Fundadora del Cor i l'Orquestra de Joves Intèrprets dels Països Catalans
- 18 de juliol - Lleidaː Dolors Miquel i Abellà, poeta catalana.[16]
- 19 de juliol - Sabadell: Anna Cabeza, periodista i escriptora catalana.[17]
- 3 d'agost - Casserres (Berguedà): Hermínia Mas, escriptora catalana.[18]
- 6 d'agost - Manresa, Bages: Rosa Maria Miró i Roig, matemàtica catalana.[19]
- 7 d'agost - Alboraia, Horta Nord: Rosana Pastor, actriu valenciana.
- 10 d'agost, Almenarː Maria Dolors Coll Magrí, poeta catalana.[20]
- 24 d'agost, 
  - Inca: Caterina Valriu Llinàs, coneguda com a Catalina Contacontes, escriptora i filòloga.[21]
  - València: César Cano Forrat, compositor i director d'orquestra valencià.
- 27 d'agost - Artesa de Segre: Conxita Marsol Riart, advocada i política al Principat d'Andorra, cònsol major d'Andorra la Vella.[22]
- 4 de setembre - L'Hospitalet de Llobregat, Barcelonès: Marta Balletbò-Coll, actriu, directora, productora i guionista de cinema.[23]
- 4 d'octubre - Barcelona: Ramon Pellicer i Colillas, periodista català.
- 11 de setembre - Barcelona: Albert Cuesta, periodista i activista digital català.
- 15 de setembre - Barcelona: Carme Conesa Hernández, actriu catalana.
- 28 de setembre - Barcelona: Carolina Kun Galofré, nedadora catalana, campiona de Catalunya i campiona d'Espanya.[24]
- 3 de novembre - Barcelona: Berta Veiga Vila, entrenadora i jutgessa internacional de gimnàstica rítmica.[25]
- 28 de novembre - Bétera (Camp de Túria): Vicent Partal i Montesinos, periodista valencià.[26]
- 1 de desembre - València: Concha Andrés Sanchis, farmacèutica i política valenciana, alcaldessa de Montcada i diputada a Corts.[27]
- 11 de desembre - Haslemere, Anglaterra: Rachel Portman, compositora de cinema que guanyà l'Oscar a la banda sonora per Emma.[28]

| M/d   | Nom i llinatges   | Activitat        | Origen     | M    |
| ----- | ----------------- | ---------------- | ---------- | ---- |
| 06/29 | Leslie Sternbergh | autora de còmics | pensilvana | 2019 |

Resta del món
- 5 de gener, Prefectura de Shizuoka, Japó: Shinobu Ikeda, futbolista.
- 9 de febrer, Mount Ayr, Iowa, USA: Peggy Whitson, científica bioquímica, astronauta i Cap d'Astronautes de la NASA.[29]
- 1 de març, Madrid: María Ángela Nieto Toledano, bioquímica i biòloga molecular espanyola.[30]
- 14 de març, Califòrniaː Heidi Hammel, astrònoma planetària que ha estudiat àmpliament Neptú i Urà.[31]
- 16 de març, Šaľa, Eslovàquia: Attila Kaszás, actor hongarès.
- 19 de març, Oberland bernès, Suïssa: Maria Friedman, actriu britànica de teatre musical.[32]
- 21 de març, Ourense, Galícia: Elena Espinosa, economista i política gallega, ha estat Ministra d'Agricultura, Pesca i Alimentació.[33]
- 23 de març, Tòquio: Yōko Tawada, escriptora japonesa, doctora en literatura alemanya, viu a Alemanya, escriu en japonès i alemany.[34]
- 26 de març, Miami, Florida, Estats Units: Catherine Keener, actriu estatunidenca.[35]
- 29 de març, Madrid: Irene Garrido Valenzuela, economista i política espanyola, ha estat diputada al Congrés.[36]
- 31 de març, Santa Cruz de la Sierra: Eduardo Rózsa Flores, actor, productor de cinema, escriptor, poeta, publicista i soldat en guerres iugoslaves
- 4 d'abril, 
  - Burgos: Yolanda Barcina Angulo, farmacèutica i política espanyola, alcaldessa de Pamplona i presidenta del Govern de Navarra.[37]
  - Lincoln, Lincolnshire: Jane Eaglen, soprano anglesa.
- 16 d'abril, Madrid, Espanya: Rafael Benítez Maudes, entrenador de futbol espanyol.
- 28 d'abril, Devínska Nová Ves, Txecoslovàquia: Peter Pišťanek escriptor eslovac.
- 7 de maig, Madrid: Almudena Grandes, escriptora espanyola.[38]
- 10 de maig, Dublín, Irlanda: Paul David Hewson (Bono), cantant irlandès de la formació U2.[39]
- 28 de juny, Ciutat de Mèxic: Busi Cortés, cineasta, guionista, documentalista i professora mexicana.[40]
- 29 de juny, Mons, Valònia: Carl Norac, escriptor de poesia i literatura infantil.
- 14 de juliol, 
  - Dolton, Illinois, Jane Lynch, actriu, cantant i comediant estatunidenca.[41]
  - Moscou: Polina Dàixkova, popular escriptora russa de novel·la negra.[42]
- 24 de juliol, Orà, Algèria: Catherine Destivelle, escaladora i alpinista francesa.[43]
- 29 de juliol, Niça (França): Didier van Cauwelaert, escriptor i guionista francès d'origen belga. Premi Goncourt de l'any 1994.[44]
- 30 de juliol, Berna: Marcus Pfister il·lustrador suís de llibres infantils.
- 1 d'agost, Oviedo, Astúries: Cristina del Valle, cantant i activista espanyola en la lluita contra de la violència de gènere.[45]
- 3 d'agost, Sofia: Anna-Maria Ravnopolska-Dean, arpista búlgara i compositora.[46]
- 4 d'agost, 
  - Valladolid, Espanya: José Luis Rodríguez Zapatero, president del Govern d'Espanya des del 16 d'abril del 2004 i secretari general del PSOE des del 22 de juliol del 2000.
  - Chicago, Illinois: Deborah Voigt, soprano lírico-dramàtica estatunidenca.[47]
- 7 d'agost, Alboraia, Horta Nord: Rosana Pastor, actriu valenciana de teatre, cinema i televisió.[48]
- 8 d'agost, Soest, Westfàlia: Ralf König, dibuixant de còmics de temàtica gai. És el creador dels primers còmics de temàtica homosexual llegits de manera massiva també per heterosexuals.
- 14 d'agost, Berkhampstead, Anglaterra: Sarah Brightman, cantant soprano de coloratura lírica, actriu i ballarina anglesa.[49]
- 16 d'agost, La Plata: María Claudia Falcone, estudiant i militant de drets estudiantils, desapareguda el 16 de setembre de 1976.[50]
- 19 d'agost, Roubaix, França: Luc Dormieux, funcionari, professor i investigador francès.
- 26 d'agost, Andorra la Vella: Roser Suñé Pascuet, mestra, filòloga i política andorrana, Síndica General d'Andorra.[51]
- 2 de setembre, Paramaribo: Ruth Jacott, cantant de soul surinamo neerlandesa, actriu de teatre musical.[52]
- 4 de setembre, Victòria, Austràlia: Jocelyn Moorhouse, directora de cinema i guionista australiana.[53]
- 5 de setembre, Somero, Finlàndia: Karita Mattila, soprano finlandesa, una de les grans exponents del cant líric de la seva generació.[54]
- 9 de setembre, Londres, Anglaterra: Hugh Grant, actor britànic.
- 10 de setembre, Lock Haven, Pennsilvània, Estats Units: Alison Bechdel, autora de còmics estatunidenca.[55]
- 11 de setembre, Filadèlfia: Annie Gosfield, compositora que treballa els límits entre la música notacional i la improvisada.[56]
- 14 de setembre, Nova York, Estats Units: Melissa Leo, actriu estatunidenca.[57]
- 18 de setembre, Madrid: Elena Valenciano Martínez-Orozco, política espanyola; ha estat diputada al Congrés i eurodiputada.[58]
- 19 de setembre, Lutsk: Oksana Zabujko, escriptora ucraïnesa.[59]
- 19 d'octubre, New Haven, Connecticut (EUA): Craig Cameron Mello, metge genetista nord-americà, Premi Nobel de Medicina o Fisiologia de l'any 2006.
- 20 d'octubre, Gabela, Kwanza-Sud: Ana de Santana —o Ana Koluki—, escriptora angolesa.[60]
- 29 d'octubre, Mirzakent, RSS del Kazakhstan: Vladímir Kim, empresari i oligarca kazakh d'ascendència coreana.
- 30 de setembre, Salamanca: Ramón García Mateos, poeta i professor espanyol.
- 30 d'octubre, Buenos Aires, Argentina: Diego Armando Maradona “El Pibe”, futbolista argentí.
- 5 de novembre,
  - Londres: Tilda Swinton, actriu de teatre i cinema i productora britànica.[61]
  - Gaza: Khalil al-Hayya, polític i líder de Hamàs.[62]
- 11 de novembre, Sarajevo, Bòsnia i Hercegovina: Hedina Sijerčić, periodista i poetessa romaní, que escriu en el dialecte gurbeti.[63]
- 18 de novembre, 
  - Madrid: Mercedes Pérez Merino, sindicalista i política espanyola.[64]
  - Sarighamish (Turquia): Yeşim Ustaoğlu, guionista i directora de cinema turca.[65]

- 27 de novembre, Dnipropetrovsk, Ucraïna Soviètica: Iúlia Timoixenko, política ucraïnesa, dos cops primera ministra d'Ucraïna.[66]
- 3 de desembre,
  - Chicago: Daryl Hannah, actriu estatunidenca.[67]
  - Fort Bragg, Carolina del Nord: Julie Anne Smith, més coneguda com a Julianne Moore, actriu estatunidenca.[68]
- 8 de desembre, Ankara, Turquia: Zehra İnci Özdil, directora d'orquestra turca.[69]
- 13 de desembre, Lefkoşa: Sibel Siber, política turcoxipriota, la primera dona Primera Ministra de la Rep. Turca de Xipre del Nord.[70]
- 14 de desembre, 
  - Weißenfels, Romy Saalfeld, remadora alemanya que competí amb la RDA, medalla d'or als JJOO de Moscou.[71]
  - Charleston: Catherine Coleman, química estatunidenca i astronauta de la NASA.[72]
- 18 de desembre, Peraleda del Zaucejo, Extremadura: María Antonia Trujillo, política espanyola, ha estat Ministra d'Habitatge.[73]
- 22 de desembre, Nova York (EUA):  Jean-Michel Basquiat, fou un pintor nord-americà (m. 1988)[74]
- 29 de desembre, Shizuoka, Japó: Kayoko Kishimoto, actriu, escriptora i cantant japonesa.[75]
- Yerevan, Armènia: Ashot Shiroian, productor i compositor de vídeos
- Madrid: Marta María Pastor, periodista i poeta.

## Necrològiques
Països Catalans
- 3 de gener - Barcelona: Marta Fàbregas i Berenguer, directora de doblatge, escriptora i dramaturga catalana (n. 1920)[76]
- 5 de gener - Sant Celoni (Vallès Oriental): Francesc Sabaté Llopart, conegut com a Quico Sabaté, militant anarquista i maqui, mort per la Guàrdia Civil.
- 12 de gener - Madrid: Pere Puig i Adam, pedagog i matemàtic català (n. 1900).
- 16 de febrer - Tolosa: Nativitat Yarza, primera alcaldessa a Catalunya i a Espanya elegida democràticament (n. 1872).
- 26 de març - Barcelona, Barcelonès: Teresa Amatller i Cros, empresària i mecenes catalana (n. 1873).[77]
- 29 de març - Manresa: Antònia Guitart Orriols, col·laboradora activa de la resistència antifranquista del maquis.[cal citació]
- 30 de març - Atenes, Grècia: Eleni Lambiri, compositora i directora d'orquestra grega (n. 1889).[78]
- 28 de juny - Lió (França): Jaume Vicens i Vives, historiador, escriptor, catedràtic i editor català.
- 24 d'agost: 
  - Sabadell (Vallès Occidental): Joan Montllor i Pujal, excursionista i escriptor sabadellenc.
  - Palamósː Maria Trias Joan, empresària hotelera catalana (n. 1892).[79]
- 5 de setembre - Maizières-lès-Metz: Marjory Warren, metgessa considerada la mare de la medicina geriàtrica (n. 1897).[80]
- 24 de setembre - Sway, Hampshire, Anglaterra: Lottie Dod, esportista anglesa (n. 1871).
- 15 d'octubre - Barcelona: Leonor Ferrer Girabau, primera dona delineant d'Espanya.[81]
- 21 d'octubre - Barcelona: Ferran Casablancas i Planell, empresari català, que va revolucionar la indústria cotonera al primer quart del segle xx (n. 1874).
- 20 de novembre, Barcelona: Maria Pi Ferrer, mestra, activista política, escriptora catalana.[82]
- 22 de novembre - Barcelona: Josefina Solsona i Querol, escriptora catalana (n. 1907).

- 28 de desembre - Sabadell: Vicenç Renom i Costa, arqueòleg català (n. 1881).

Resta del món
- 4 de gener - Villeblevin (França): Albert Camus, escriptor (n. 1913).[84]
- 7 de gener - Kensington, RU, Dorothea Douglass Lambert Chambers, tennista britànica, guanyadora en set ocasions del Torneig de Wimbledon (n. 1878).[85]
- 18 de gener - Los Angeles: Gladys Bentley, cantant i pianista estatunidenca, artista lesbiana de blues.[86]
- 4 de març -Nova York (EUA): Leonard Warren, baríton estatunidenc.(n. 1911)[87]
- 16 de març, Barcelona: Francesc Gallart i Monés, digestòleg català (n. 1880).[88]
- 22 de març, Cambridge: Agnes Arber, botànica i historiadora de la ciència britànica (n. 1879).[89]
- 24 de març, Vílnius, Lituània: Elena Laumenskienė, pianista, professora i compositora lituana (n. 1880).[90]
- 27 de març - Madrid (Espanya): Gregorio Marañón y Posadillo, metge, escriptor i polític espanyol.
- 24 d'abril - Berlín (Alemanya): Max von Laue, físic alemany, Premi Nobel de Física 1914 (n. 1879).[91]
- 28 d'abril - Santiago de Xile (Xile): Carlos Ibáñez del Campo,militar, polític i dictador xilè. Va ser President de la República en dues ocasions. (n. 1877)[92]
- 14 de maig - Nova York (EUA): Lucrezia Bori, cèlebre cantant valenciana d'òpera, soprano lírica (n. 1887).
- 27 de maig - Saragossa: Jenara Vicenta Arnal Yarza, primera doctora en Ciències Químiques d'Espanya (n. 1902).[93]
- 29 de maig - Sofia, Bulgària: Dimitrana Ivanova, reformista educativa, sufragista i activista dels drets de les dones (n. 1881).[94]
- 30 de maig - Peredelkino, URSS: Borís Pasternak, escriptor rus, Premi Nobel de Literatura 1958 (que refusà) (n. 1890).[95]
- 31 de maig -Anvers (Bèlgica): Willem Elsschot, escriptor i empresari belga (n. 1882).[96]
- 14 de juny, Bucarest: Ana Pauker, líder comunista romanesa que fou Ministra d'Afers Exteriors (n. 1893).[97]
- 21 de juny, Pembroke, Massachusetts: Mary Foster, bioquímica, investigadora i pedagoga estatunidenca (n. 1865).[98]
- 26 de juliol, Leamington: Maud Menten, metgessa canadenca, feu importants contribucions a la cinètica enzimàtica i la histologia (m. 1960).[99]
- 9 d'agost - Oyster Bay, Nova York, EUA: Evelyn Pierce, actriu cinematogràfica estatunidenca.[100]
- 24 d'agost, Itàlia: Roberto Draghetti, Actor de veu italià († 2020)
- 29 d'agost - Hollywood, Califòrnia: Vicki Baum, escriptora austríaca (n. 1888).[101]
- 13 de setembre - 
  - Budapest, Hongria: Leó Weiner, compositor i professor hongarès (n. 1885).[102]
  - Kaiserswerth: Hedda Eulenberg, traductora alemanya.[103]
- 22 de setembre - Londres: Melanie Klein, psicoanalista britànica d'origen austríac (n. 1882).[104]
- 27 de setembre - Addis Abeba: Sylvia Pankhurst, artista pintora, política feminista i sufragista britànica (n. 1882).[105]
- 7 d'octubre - Londres (Regne Unit): William Dennis Elcock, filòleg romanista i professor universitari britànic, especialitzat en l'estudi de les llengües romàniques de França i dels Pirineus.
- 2 de novembre - Hamburg: Anni Holdmann, atleta alemanya, medallista olímpica l'any 1928 (n.1900).[106]
- 25 de novembre - Ojo de Agua, República Dominicana: Les germanes Mirabal, en un accident de trànsit provocat per agents de Trujillo.[107]
- 7 de desembre - Brussel·les: Clara Haskil, pianista romanesa.[108]